# Порусья
Пору́сья (рос. Порусья) — річка в Новгородській області Росії. Бере початок у великому болоті Поддорського району. У місті Стара Русса зліва впадає в річку Полість — приток Ловати. Довжина — близько 110 км.
На Порусьі розташовано більше сорока населених пунктів. Серед них: Пробудження, Лоситіно, Новоселіцкій.
Найбільшій приток — Лютая (лівий).

## Перери́тиця
У нижній течії річка заспокоюється, ширина — близько 20 метрів. У Старій Руссі остання ділянка Порусьи (довжиною близько 1 км) носить назву Переритиця (рос. Переры́тица). Русло самої Порусьі йде вправо і практично сходить нанівець в східних кварталах міста. Зараз воно називається Мала́шка. Дослідження берегів Переритиці вказує на її штучне походження, проте точної версії з приводу її появи немає.
На березі Переритиці знаходиться будинок-музей Ф. М. Достоєвського.

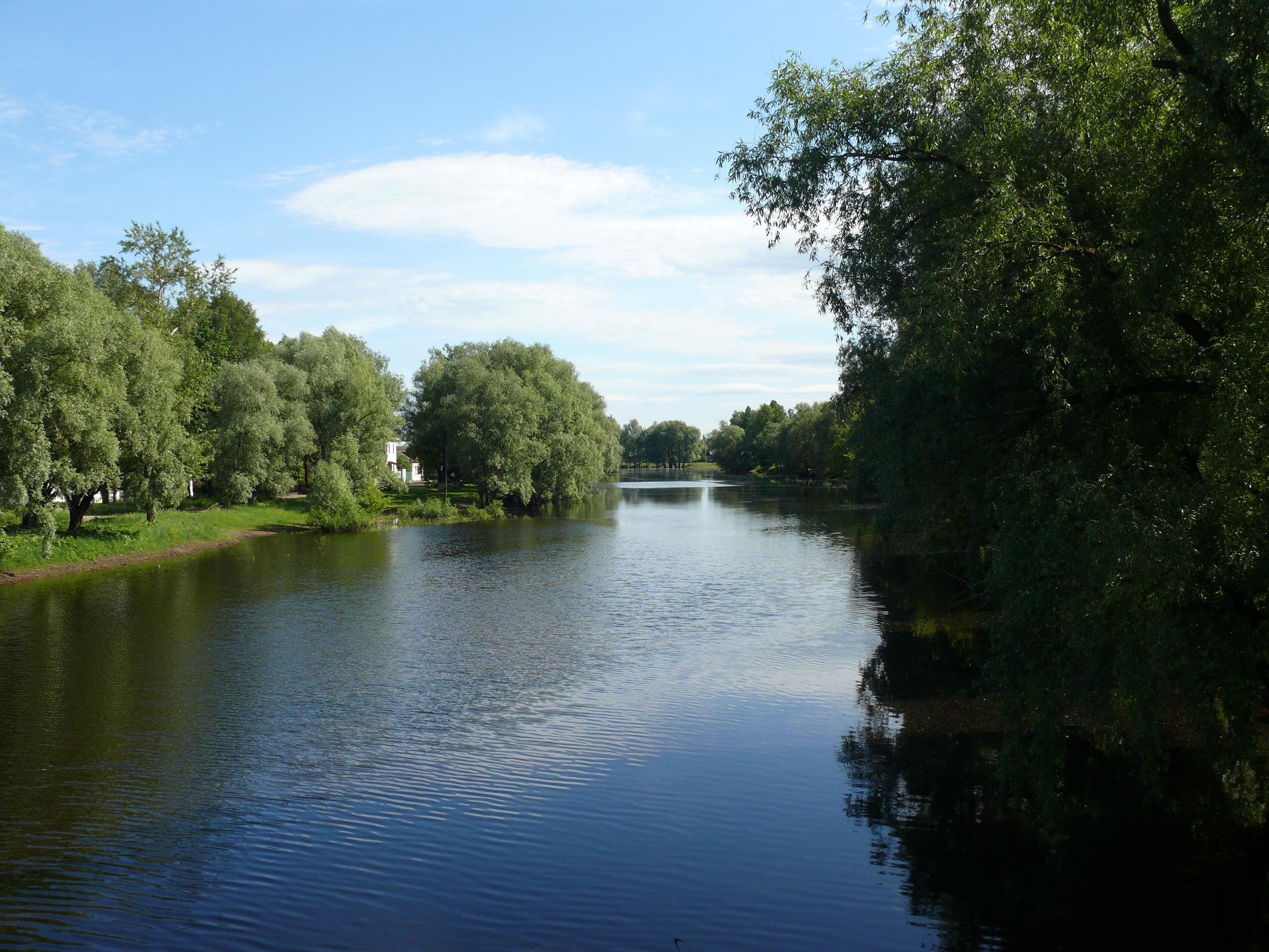
Переритиця. Вигляд з Соборного мосту
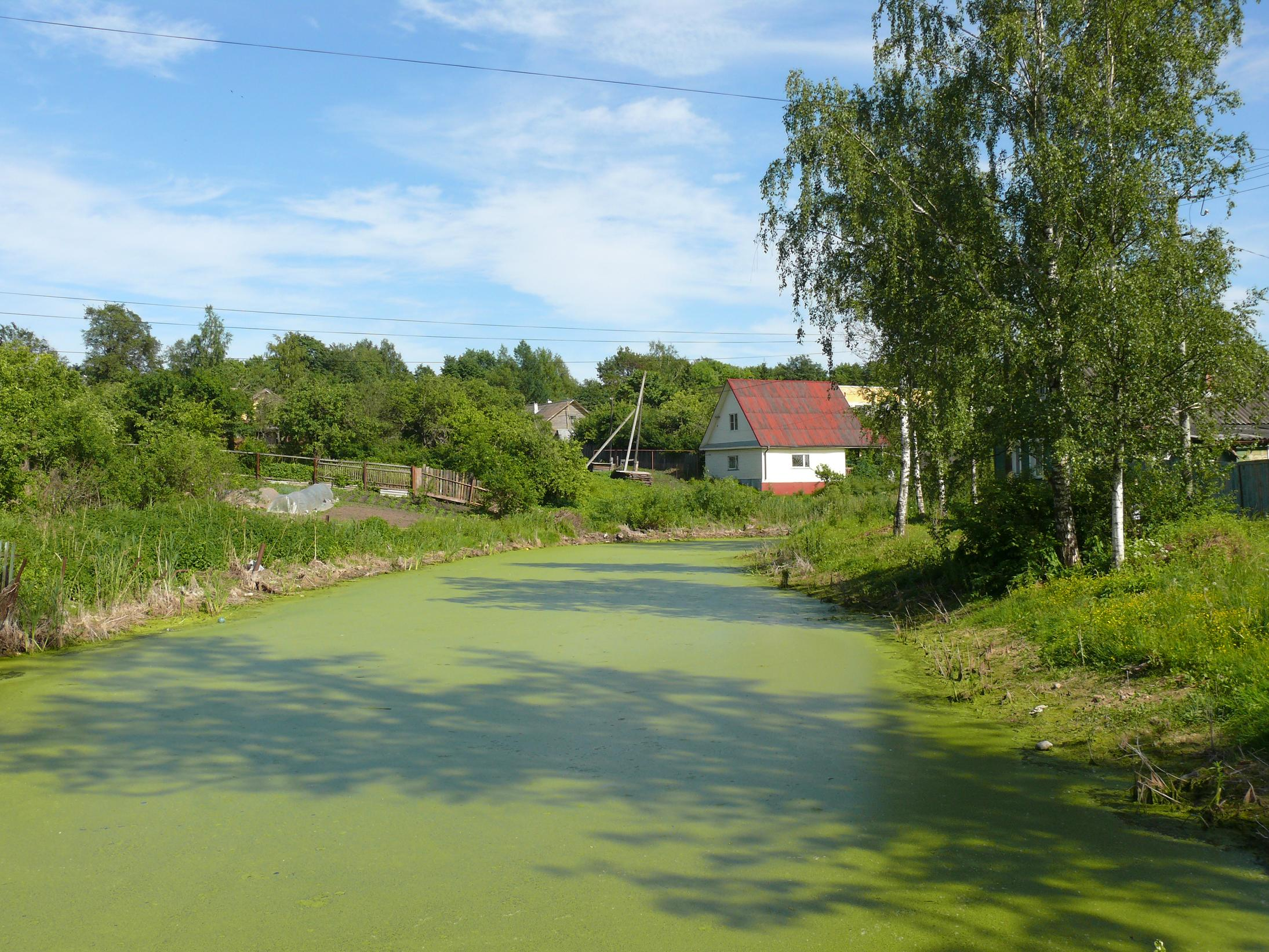
Заболочена Малашка